# 빗방울 (영화)
"빗방울"(Rain drops)은 대한민국의 드라마 영화이다.

## 캐스팅
- 한영진
- 박남옥
- 독고영재